# Juan José Linz
Juan José Linz Storch de Gracia (Bonn, 24 dicembre 1926 – New Haven, 1º ottobre 2013) è stato un politologo spagnolo, professore emerito di Scienze politiche presso la Yale University e membro onorario dello Scientific Council del Juan March Institute.
Di padre tedesco  di madre spagnola, si trasferì con la propria famiglia dalla Germania alla Spagna nel 1926.
Studiò a Madrid e si laureò in Diritto e Scienze Politiche alla Università Complutense di Madrid; completò gli studi con il diploma in Sociologia alla Columbia University degli Stati Uniti. 
Linz è noto per le proprie teorie sui sistemi politici totalitaristici e autoritaristici e per le ricerche sugli sviluppi delle democrazie e sui ritorni ai regimi democratici.
Poco dopo la sua morte la rivista quadrimestrale di cultura politica "Trasgressioni" gli ha dedicato un numero monografico, il n. 57 (Settembre-Dicembre 2013) del suo ventottesimo anno di vita ("Trasgressioni", Casella postale n. 1292 - 50122 Firenze 7,): "Omaggio a Juan José Linz" contenente un approfondito saggio del prof. Marco Tarchi, ordinario di Scienza politica nella Facoltà di Scienze Politiche dell'Università di Firenze ("Juan J. Linz: La difficile arte di conciliare sapere enciclopedico e passione per la ricerca"); un importante saggio di 72 pagine, del prof. Juan Linz, ("Dalla Falange all'organizzazione del Movimiento: Il partito unico spagnolo e il regime di Franco, 1936-1968"); e la bibliografia completa degli scritti del prof. Linz dal 1949 al 2005 e delle opere su Linz, curata da Houchang E. Chehabi.

## Opere
- Linz Juan J. e Alfred Stepan. 1978. The Breakdown of Democratic Regimes. Baltimore: Johns Hopkins University Press.
- Linz, Juan J. 1979. El sistema de partidos en España Madrid : Narcea, D.L.
- Linz, Juan J. et al. 1981. Atlas electoral del País Vasco y Navarra Madrid: Centro de Investigaciones Sociológicas.
- Linz, Juan J. e Francisco Andrés Orizo y Darío Vila Madrid. 1986. Conflicto en Euskadi Espasa-Calpe, D.L.
- Linz, Juan J. 1989. Michels y su contribución a la sociología política México: Fondo de Cultura Económica.
- Linz, Juan J. e Arturo Valenzuela  (a cura di). 1994. The failure of presidential democracy Baltimore: Johns Hopkins University Press.
- Linz, Juan J. e Alfred Stepan. 1996. Problems of democratic transition and consolidation: Southern Europe, South America, and Post-Communist Europe. Baltimore: Johns Hopkins University Press.
- Linz, Juan J. 2000 Totalitarian and Authoritarian Regimes, Rienner.